# Andrey Babayev

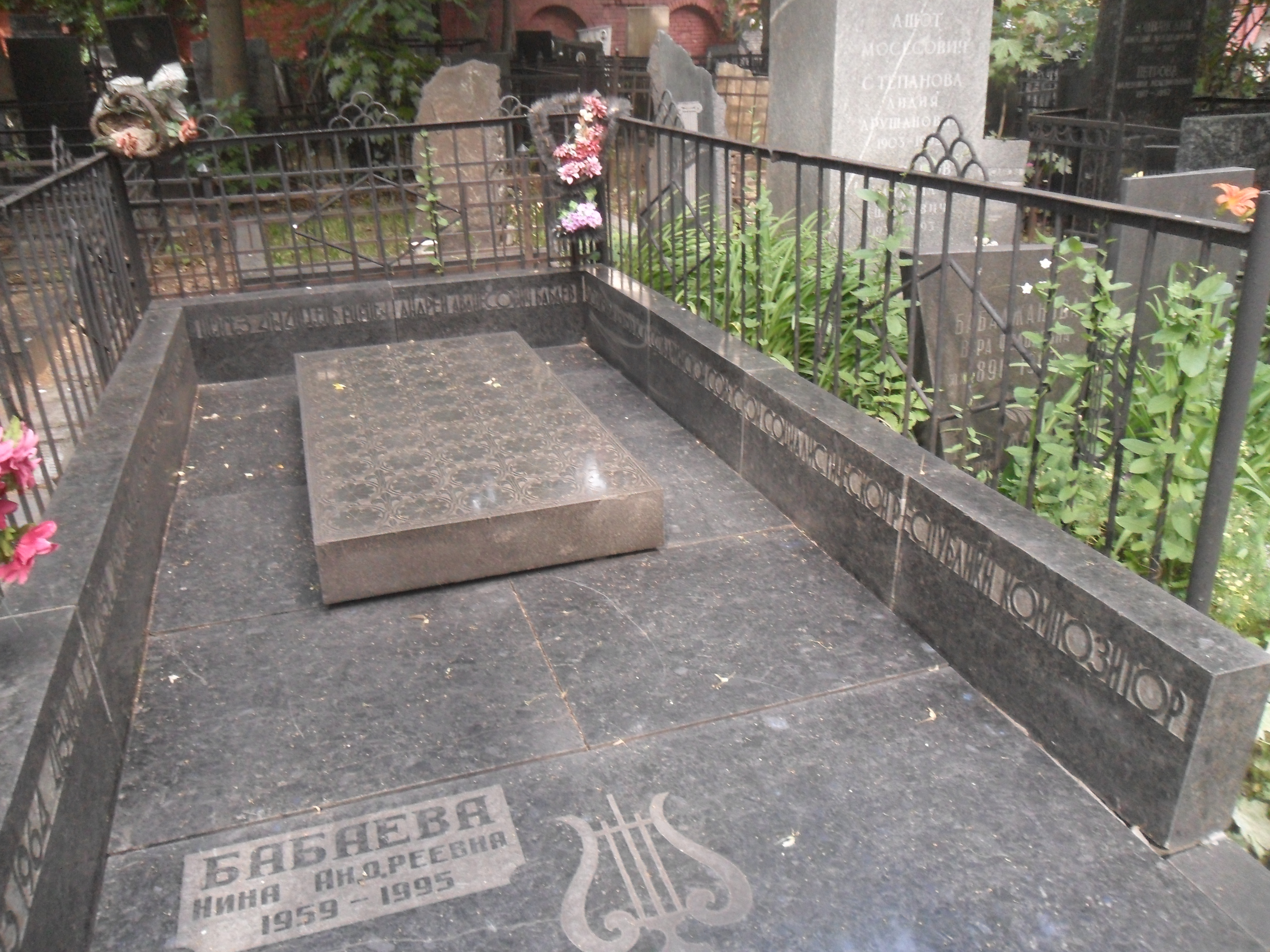
Das Grab des Komponisten Andrei Babayev auf dem Armyanskoye Friedhof in Moskau.

Andrey Avanes oğlu Babayev, auch Andrei Afanassowitsch Babajew und Andrey Babayev, russisch Андрей Аванесович Бабаев (* 27. Dezember 1923 in Msmna, Bergkarabach; † 21. Oktober 1964 in Moskau) war ein aserbaidschanisch-sowjetischer Komponist.
Sein Musikstudium absolvierte er 1950 an der Musikakademie Baku bei Kara Karajew und 1953 am Moskauer Konservatorium bei Juri Schaporin. Er komponierte zwei Opern Die Adlerfestung (Arzwaberd, Jerewan 1957), und Onkel Bagdassar (1964), eine Sinfonie, eine Ouvertüre, ein Klavierkonzert, Kammermusik, Lieder, Film- und Bühnenmusik. Seine Werke sind maßgebend von der Volksmusik der Region beeinflusst.